# تیت (ادرار)
تیت (به عربی: تیت) یک شهرک و کومونه در الجزایر است که در ناحیه أولف واقع شده‌است.

## خصوصیات
تیت ۲۱٬۷۲۳ نفر جمعیت دارد و ۲۷۷ متر بالاتر از سطح دریا واقع شده‌است.